# Chiến tranh thương mại Hoa Kỳ – Trung Quốc 2018–2019
Chiến tranh thương mại giữa Hoa Kỳ và Trung Quốc (còn được gọi tắt là Thương chiến Mỹ Trung) khởi đầu vào ngày vào ngày 22 tháng 3 năm 2018 khi Tổng thống Hoa Kỳ Donald Trump tuyên bố sẽ áp dụng mức thuế 50 tỷ đô la Mỹ cho hàng hóa Trung Quốc dựa theo Mục 301 của Đạo luật Thương mại năm 1974, để ngăn chặn những gì họ cho là hành vi thương mại không công bằng và hành vi trộm cắp tài sản trí tuệ. Danh sách thuế quan trọng tập trung vào các sản phẩm được đưa vào kế hoạch Made in China 2025, bao gồm các sản phẩm liên quan đến CNTT và robot. Nó cho phép tổng thống có thẩm quyền đơn phương áp dụng tiền phạt hoặc các hình phạt khác đối với một đối tác thương mại nếu nó được cho là không công bằng gây tổn hại đến lợi ích kinh doanh của Hoa Kỳ. Vào tháng Tư, Trump đã áp đặt thuế quan đối với hàng nhập khẩu thép và nhôm từ Trung Quốc, Canada và các nước trong Liên minh châu Âu.
Ngày 6 tháng 7 năm 2018, Donald Trump cho áp đặt thuế quan đối với hàng hóa trị giá 34 tỷ USD của Trung Quốc, đưa đến việc Trung Quốc đáp lại với các mức thuế tương tự đối với các sản phẩm của Mỹ. Chính quyền Trump cho biết thuế quan là việc cần thiết để bảo vệ an ninh quốc gia và sở hữu trí tuệ của các doanh nghiệp Mỹ, và giúp giảm thâm hụt thương mại của Mỹ đối với Trung Quốc. Trong tháng 8 năm 2017, Trump đã mở một cuộc điều tra chính thức về các vụ tấn công vào tài sản trí tuệ của Mỹ và các đồng minh của mình, việc trộm cắp ước tính gây tốn kém cho Mỹ khoảng 600 tỷ đô la một năm.
Kết quả là Hoa Kỳ tuyên bố luật pháp Trung Quốc làm suy yếu quyền sở hữu trí tuệ bằng cách buộc các công ty nước ngoài tham gia liên doanh với các công ty Trung Quốc, sau đó cho phép các công ty Trung Quốc truy cập và cho phép sử dụng, cải tiến, sao chép hoặc đánh cắp công nghệ của họ. Trump cũng coi kế hoạch công nghiệp kỹ thuật của Made in China 2025 (Sản xuất tại Trung Quốc 2025) là mối đe dọa đối với nền kinh tế và an ninh quốc gia của Hoa Kỳ, do đó kêu gọi Trung Quốc dừng toàn bộ kế hoạch. Tuy nhiên, Trung Quốc lập luận rằng họ đã tăng cường bảo vệ quyền sở hữu trí tuệ và rằng Hoa Kỳ đã bỏ qua nỗ lực này; rằng Hoa Kỳ đã bỏ qua các quy tắc của WTO và bỏ qua các lời kêu gọi của các ngành công nghiệp của mình để giảm thuế. Trung Quốc kiên quyết phản đối các tập quán thương mại này của Hoa Kỳ, tin rằng họ đại diện cho "chủ nghĩa đơn phương" và "chủ nghĩa bảo hộ".

## Bối cảnh tranh chấp

### Cấu trúc hệ thống kinh tế chính trị của Trung Quốc
Nền kinh tế kế hoạch lãnh đạo của đảng cộng sản, doanh nghiệp nhà nước Trung Quốc và chủ nghĩa tư bản nhà nước hoàng tử lợi ích nhiều nhất trong hầu hết các hoạt động bao gồm Sáng kiến Vành đai và Con đường và Made in China 2025. Hoa Kỳ, Nhật Bản, Canada, Mexico, E.U. các nước không công nhận Trung Quốc là nền kinh tế thị trường, cho rằng sự biến dạng của thị trường. Nhà kinh tế học Irwin Stelzer tuyên bố nền kinh tế định hướng tập trung của Trung Quốc với mục tiêu duy trì sự kiểm soát của đảng cộng sản đối với chính trị và kinh tế có liên quan đến Hoa Kỳ chính sách thương mại. nhà khoa học chính trị và cựu nhân viên an ninh quốc gia Nhà Trắng [cũng đã nói chính sách phân phối, trọng thương, đặc biệt là từ năm 2008. Phiên điều trần của Quốc hội năm 2018 "Các công cụ của Hoa Kỳ để giải quyết các biến dạng thị trường Trung Quốc" đã thảo luận về học thuyết "Đảng lãnh đạo mọi thứ" khiến nền kinh tế Trung Quốc khó đối phó với các quy tắc giao dịch và khiến nhiều doanh nghiệp Mỹ phải chịu áp lực mặc dù quyết định của họ có thể gây nguy hiểm cho tương lai của các công ty của họ và nền kinh tế Hoa Kỳ nói chung. Vấn đề cơ cấu của phe đối lập cơ bản của đảng cộng sản Trung Quốc đối với chủ nghĩa tư bản thị trường tự do và cạnh tranh công bằng được Mỹ tuyên bố là gốc rễ của căng thẳng kinh tế Hoa Kỳ-Trung Quốc.

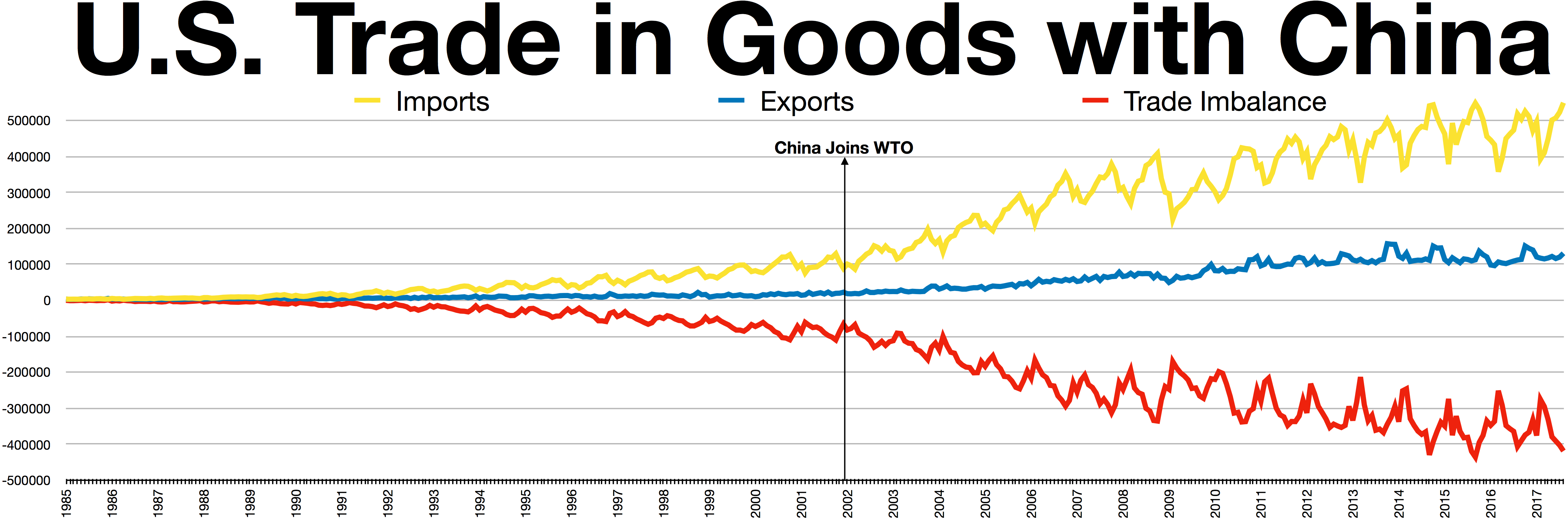
Sự mất cân bằng thương mại của Hoa Kỳ đang gia tăng nhanh chóng với Trung Quốc

Cựu chiến lược gia Nhà Trắng Steve Bannon gọi Trung Quốc là chế độ trọng thương toàn trị trong một cuộc chiến kinh tế với phương Tây  và Ngoại trưởng Mike Pompeo nói rằng "cuộc chiến thương mại của Trung Quốc chống lại Hoa Kỳ đã diễn ra trong nhiều năm. " Thành viên xếp hạng của đảng Dân chủ Tiểu bang Châu Á-Thái Bình Dương Brad Sherman, người năm 2000 đã bỏ phiếu "Không"cho phép Trung Quốc gia nhập WTO với tư cách" kiểm soát và chỉ huy các nền kinh tế như Trung Quốc, một cuộc gọi điện thoại vào giữa đêm từ một "ủy viên độc quyền là tất cả những gì cần thiết để khiến một doanh nghiệp làm điều gì đó", "Trung Quốc tuyên bố chiến tranh thương mại với Mỹ 18 năm trước. Giám đốc Hội đồng Thương mại Quốc gia Nhà Trắng và Giám đốc Thương mại và Công nghiệp Chính sách Peter Navarro, một người thuộc đảng Dân chủ lâu năm, gọi Trung Quốc là một chế độ toàn trị và tuyên bố rằng các chính sách thương mại không công bằng của Trung Quốc là xâm lược kinh tế và là kết quả trực tiếp của chế độ chuyên chế. đấu trường địa chính trị.
Tổng thống Trump trong bài phát biểu của Liên Hợp Quốc năm 2018 đã tuyên bố "những biến dạng thị trường của Trung Quốc và cách họ đối phó không thể dung thứ được", đồng thời nói "chủ nghĩa xã hội hay chủ nghĩa cộng sản... tạo ra đau khổ, tham nhũng... dẫn đến bành trướng, xâm phạm và áp bức. của thế giới nên chống lại chủ nghĩa xã hội và sự khốn khổ mà nó mang lại cho mọi người ", được coi là cũng nhắm vào Trung Quốc. Nhà Trắng chỉ trích các chính sách xuyên tạc thị trường của Trung Quốc trong phạm vi Trung Quốc và trên toàn cầu. Báo cáo của Nhà Trắng, báo cáo USTR, bài phát biểu và báo cáo của Quốc hội tập trung vào Phó chủ tịch Mike Pence, tuyên bố buộc phải thành lập các ủy ban đảng cộng sản và thành viên hội đồng cộng sản trong tất cả các công ty, thuộc sở hữu nhà nước, không thuộc sở hữu nhà nước, và liên doanh các công ty nước ngoài, để thực hiện các chính sách của mình, ảnh hưởng và thậm chí hình thành quyền phủ quyết trong việc tuyển dụng, lựa chọn lãnh đạo và ra quyết định đầu tư và có thể không phù hợp với tín hiệu thị trường. VP Pence đổ lỗi "Trung Quốc đã chọn xâm lược kinh tế, từ đó đã thúc đẩy quân đội ngày càng phát triển". Cố vấn Trung Quốc của Tổng thống Trump Michael Pillsbury nói rằng các yêu cầu của chính quyền thách thức tất cả các yếu tố cốt lõi của hệ thống kinh tế Trung Quốc và các liên kết của nó với hiến pháp của đảng cộng sản.

### Cáo trạng trộm cắp tài sản trí tuệ, công nghệ và bí mật thương mại của Trung Quốc

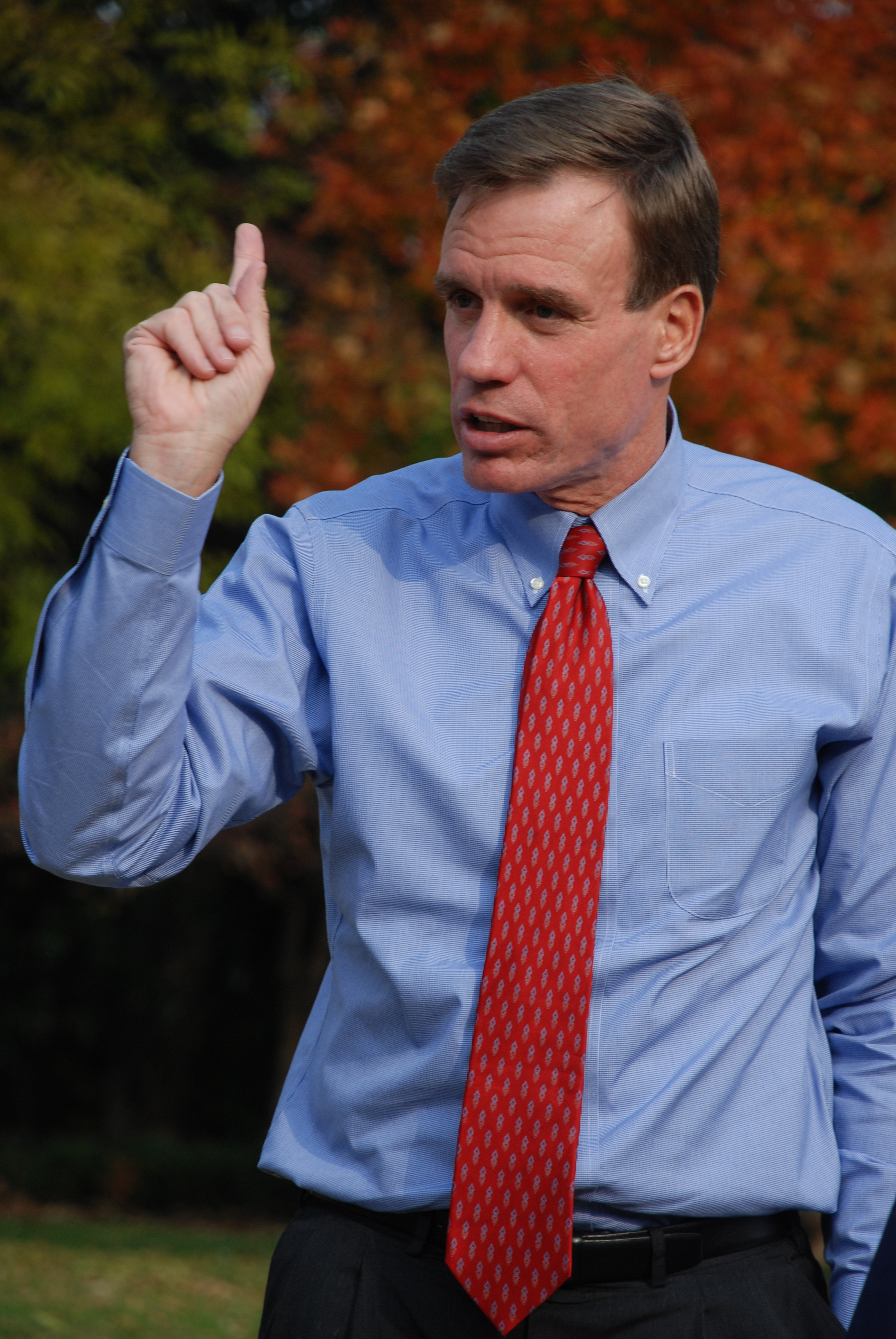
Thượng nghị sĩ Hoa Kỳ Mark Warner, Phó Chủ tịch Ủy ban Tình báo Thượng viện, gọi Huawei là mối đe dọa đối với an ninh quốc gia Hoa Kỳ.

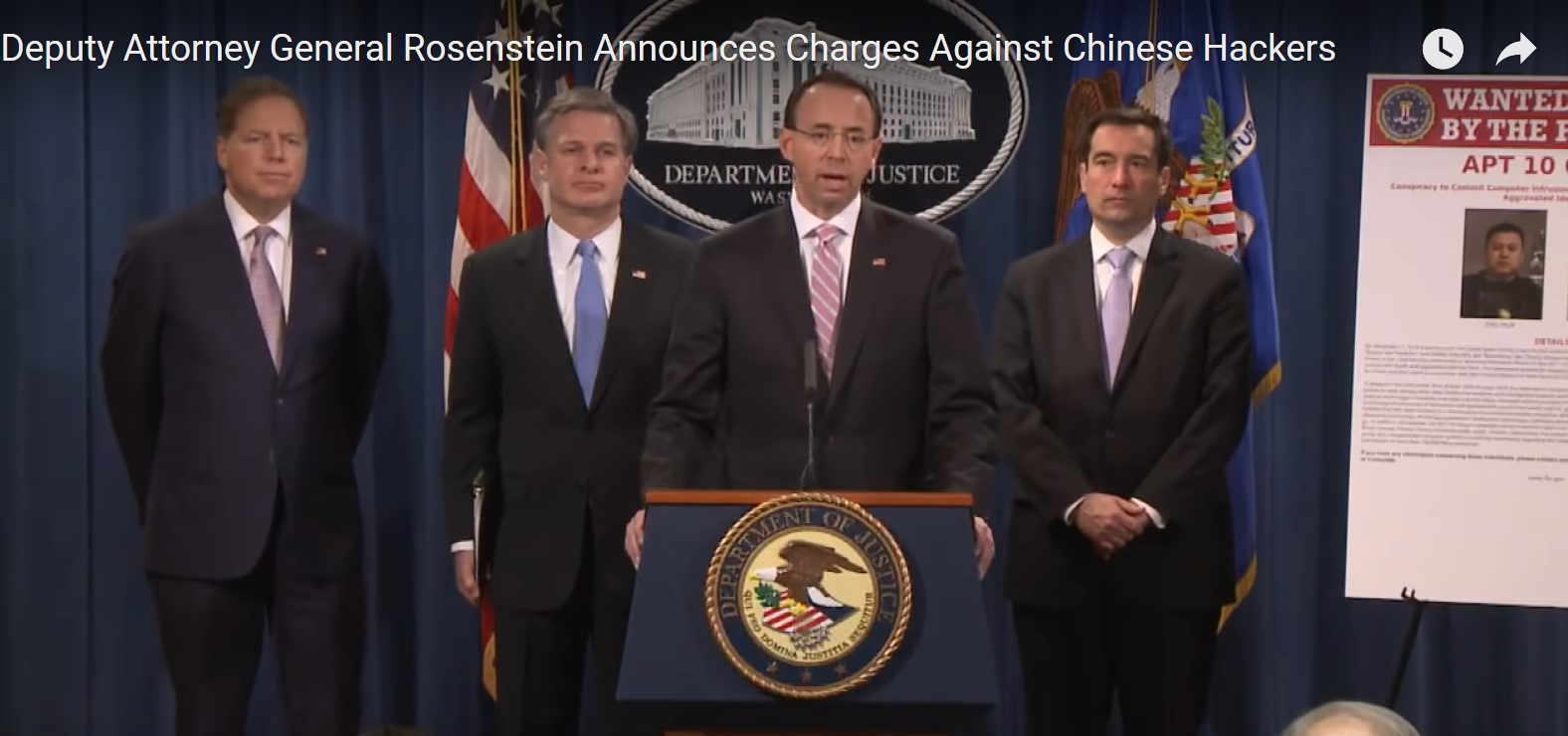
Phó Tổng chưởng lý Rod Rosenstein và Giám đốc FBI Chris Wray năm 2018 tuyên bố cáo buộc chống lại tin tặc chính phủ Trung Quốc vì sự xâm lược và gián điệp kinh tế.

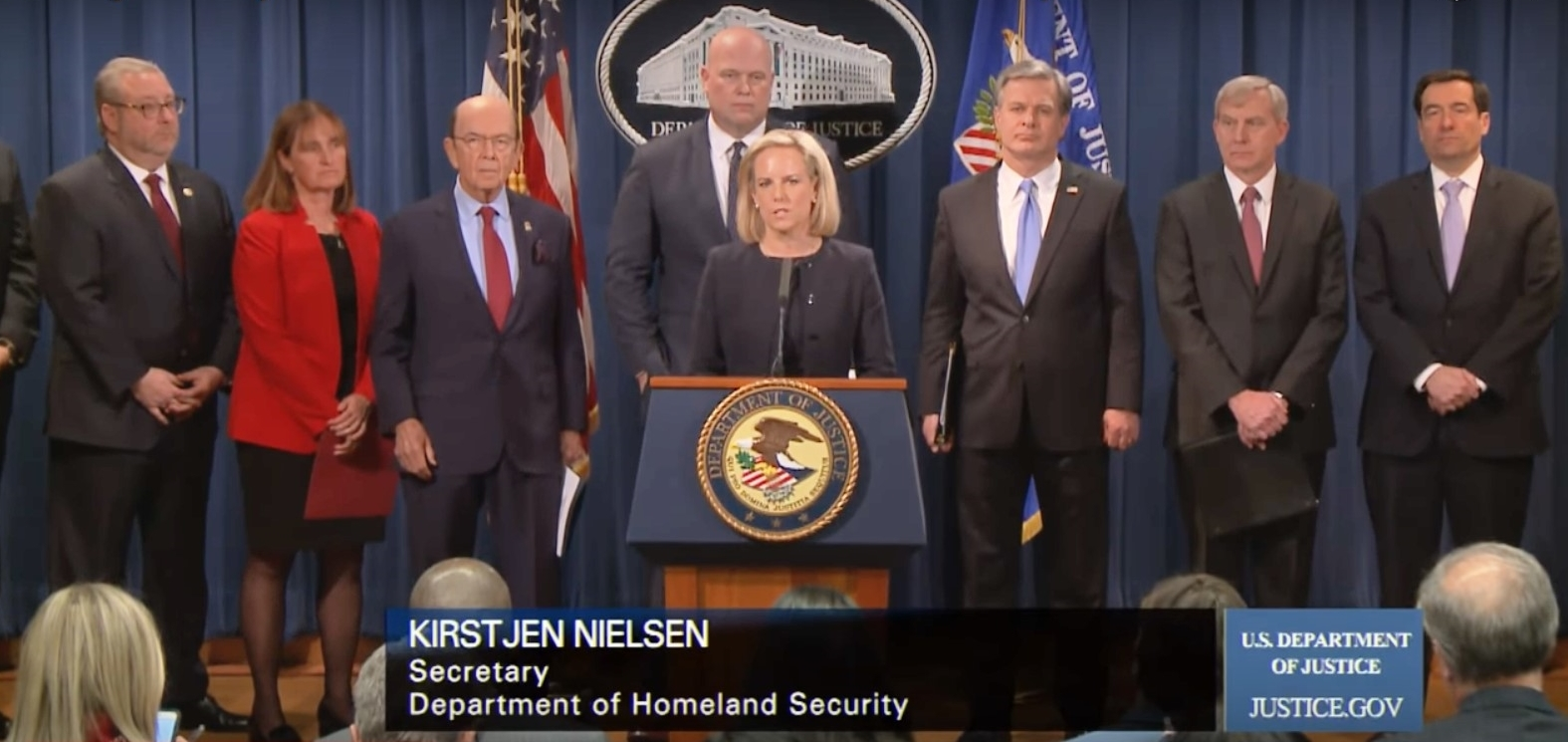
Bộ trưởng An ninh Nội địa Hoa Kỳ Kirstjen Nielsen, Quyền Tổng chưởng lý Matthew Whitaker, Bộ trưởng thương mại Wilbur Ross, và Giám đốc FBI Christopher Wray vào năm 2019 tuyên bố 23 cáo buộc hình sự đối với Trung Quốc Huawei và Mạnh Vãn Chu.

Richard Trumka, chủ tịch của AFL-CIO, đại diện cho hơn 12 triệu công nhân đang hoạt động và đã nghỉ hưu, nói rằng Trung Quốc đã ăn cắp tài sản trí tuệ của Hoa Kỳ và "bắt nạt để có được những tiến bộ quan trọng của Hoa Kỳ trong công nghệ". Ông tuyên bố vào tháng 3 năm 2018 rằng "Thuế quan không phải là mục tiêu cuối cùng, mà là một công cụ quan trọng để chấm dứt các hoạt động thương mại giết chết việc làm của Mỹ và giảm lương Mỹ." 
Nhiều quốc gia và công ty đã cáo buộc các điệp viên và tin tặc Trung Quốc ăn cắp bí mật công nghệ và khoa học thông qua việc trồng các lỗi phần mềm và bằng cách xâm nhập vào các ngành công nghiệp, tổ chức và trường đại học. Trung Quốc cũng bị cáo buộc đã hưởng lợi từ việc ăn cắp các thiết kế nước ngoài, bỏ qua bản quyền sản phẩm và hệ thống bằng sáng chế hai tốc độ phân biệt đối xử với các công ty nước ngoài với thời gian dài hơn một cách vô lý. Cục tình báo Trung Quốc bị buộc tội hỗ trợ các công ty Trung Quốc bằng cách ăn cắp bí mật của công ty.
Các quan chức Hoa Kỳ đã cáo buộc các điệp viên và tin tặc Trung Quốc ăn cắp công nghệ quân sự nhạy cảm và hàng đầu của Mỹ bao gồm máy bay ném bom tàng hình B-2, C-17, máy bay tấn công tàng hình F-117, F-22 và máy bay chiến đấu tàng hình F-35, động cơ máy bay, máy bay trực thăng quân sự, máy bay không người lái, phương tiện dưới nước không người lái, tàu khu trục, tàu đổ bộ đệm không khí, tàu ngầm, tên lửa, vệ tinh, hệ thống vũ khí, robotics, trí tuệ nhân tạo, bán dẫn, ổ đĩa trạng thái rắn, thông tin di động di động, phần mềm trong số hầu hết các loại vũ khí và công nghệ tiên tiến.
Các chuyên gia an ninh quốc gia tại Mỹ cho biết tin tặc Trung Quốc đã liên tục đánh cắp bí mật thương mại từ các nhà thầu quốc phòng của Mỹ. Điều này đã khiến cựu Giám đốc Cơ quan An ninh Quốc gia Keith B. Alexander, người đã gọi hành vi trộm cắp tài sản trí tuệ của Trung Quốc là "sự chuyển giao tài sản lớn nhất trong lịch sử". Ông tuyên bố:
Các gián điệp Trung Quốc đã theo đuổi các nhà thầu quốc phòng tư nhân và các nhà thầu phụ, phòng thí nghiệm quốc gia, các trường đại học nghiên cứu công cộng, nghĩ rằng xe tăng và chính phủ Mỹ. Các đặc vụ Trung Quốc đã theo đuổi các vũ khí quan trọng nhất của Hoa Kỳ, như F-35 Lightning, Hệ thống chiến đấu Aegis và hệ thống tên lửa Patriot; xuất khẩu bất hợp pháp xe không người lái dưới nước s và camera chụp ảnh nhiệt s; và các tài liệu bị đánh cắp liên quan đến máy bay ném bom B-52, tên lửa Delta IV, F-15 và thậm chí Tàu con thoi. Tổng thống Trump hành động vào thứ Hai thừa nhận phạm vi rộng của thách thức.

Vào tháng 8 năm 2017, Hoa Kỳ đã mở một cuộc điều tra chính thức về các cuộc tấn công vào tài sản trí tuệ của Hoa Kỳ và các đồng minh của họ, khiến Hoa Kỳ phải trả một mình ước tính khoảng 225 triệu đô la một năm.
Vào tháng 1 năm 2019, Hoa Kỳ Bộ trưởng An ninh Nội địa Kirstjen Nielsen, Quyền Tổng chưởng lý Matthew Whitaker, Bộ trưởng thương mại Wilbur Ross, và Giám đốc FBI Christopher Wray 23 cáo buộc hình sự (bao gồm gian lận tài chính, rửa tiền, âm mưu lừa gạt Hoa Kỳ, trộm cắp bí mật thương mại công nghệ, cung cấp tiền thưởng cho những công nhân đã đánh cắp thông tin bí mật từ các công ty trên khắp thế giới, gian lận dây điện, cản trở công lý và vi phạm lệnh trừng phạt) chống lại Huawei của Trung Quốc và CFO Mãnh Vãn Châu của họ.
Truyền thông nhà nước của PRC tuyên bố rằng thái độ của chính phủ đối với việc bảo vệ quyền sở hữu trí tuệ là rõ ràng và vững chắc, và nó đã liên tục tăng cường bảo vệ ở các cấp lập pháp, thực thi pháp luật và tư pháp, và đạt được kết quả đáng chú ý.

### Chuyển giao công nghệ cưỡng bức từ các công ty Mỹ tại thị trường Trung Quốc
Trung Quốc yêu cầu chuyển giao công nghệ thông qua đầu tư trực tiếp nước ngoài (FDI)  và liên doanh bắt buộc ở Trung Quốc, nếu họ hy vọng vào thị trường Trung Quốc: Trong nhiều trường hợp, chuyển giao công nghệ được yêu cầu hiệu quả bởi chế độ đầu tư trực tiếp nước ngoài của Trung Quốc, đóng cửa quan trọng lĩnh vực của nền kinh tế cho các công ty nước ngoài. Để có được quyền truy cập vào các lĩnh vực này, Trung Quốc buộc các công ty nước ngoài phải liên doanh với các thực thể Trung Quốc mà họ không có bất kỳ mối liên hệ nào.
Một số chuyên gia đã tập trung vào những gì họ tuyên bố là "hành vi trộm cắp" tài sản trí tuệ của Trung Quốc và điều đó buộc các công ty Hoa Kỳ muốn kinh doanh ở đó chuyển giao công nghệ bí mật và bí mật thương mại trước khi tiếp cận thị trường của họ. Mặc dù loại chuyển nhượng đó không được WTO chấp nhận, các cuộc đàm phán thường được tiến hành bí mật để tránh bị phạt.
Ủy ban trộm cắp tài sản trí tuệ của Mỹ tuyên bố chỉ cần đồng ý sản xuất tại Trung Quốc sẽ tự mở ra hành vi trộm cắp hoặc chuyển giao công nghệ. Nó đòi hỏi một phản ứng của Hoa Kỳ dựa trên "sức mạnh và đòn bẩy".
Năm 2018, Phòng Thương mại Hoa Kỳ tại Trung Quốc đã học được rằng hơn một nửa thành viên của mình nghĩ rằng "rò rỉ tài sản trí tuệ" là một mối quan tâm quan trọng khi kinh doanh tại đây. Tương tự, Phòng Thương mại EU cũng phàn nàn rằng các công ty châu Âu muốn tiếp cận thị trường Trung Quốc thường phải đồng ý chuyển giao công nghệ quan trọng.
Cựu Bộ trưởng Tài chính Hoa Kỳ cho bà Clinton và nhà kinh tế học Larry Summers từng nói, tiến bộ công nghệ của Trung Quốc, đến từ các doanh nhân tuyệt vời, những người đang nhận được lợi ích từ sự đầu tư lớn của chính phủ vào khoa học cơ bản. Nó đến từ một hệ thống giáo dục mà đặc quyền xuất sắc, tập trung vào khoa học và công nghệ. Đó là nơi mà sự lãnh đạo của họ trong một số công nghệ đến từ đó, chứ không phải từ việc nắm giữ cổ phần trong một số công ty Mỹ.

## Diễn biến

### Thông báo thuế quan
Tổng thống Hoa Kỳ Donald Trump đã ký một bản ghi nhớ vào ngày 22 tháng 3 năm 2018 theo Mục 301 của Đạo luật Thương mại năm 1974, chỉ đạo Đại diện Thương mại Hoa Kỳ (USTR) áp dụng mức thuế 50 tỷ đô la Mỹ cho hàng hóa Trung Quốc. Trong một tuyên bố chính thức, theo yêu cầu của phần này, Trump nói rằng các mức thuế được đề xuất là "một phản ứng đối với các hoạt động thương mại không công bằng của Trung Quốc trong những năm qua", bao gồm cả hành vi ăn cắp sở hữu trí tuệ của Hoa Kỳ. Vào ngày 2 tháng 4, Bộ Thương mại Trung Quốc đã áp đặt thuế đối với 128 sản phẩm của Mỹ bao gồm phế liệu nhôm, máy bay, ô tô, sản phẩm thịt lợn và đậu nành (có thuế suất 25%), cũng như trái cây, hạt và ống thép (15%).
Ngày hôm sau, USTR đã công bố danh sách hơn 1.300 mặt hàng nhập khẩu của Trung Quốc trị giá 50 tỷ USD, trong đó có kế hoạch áp đặt tiền, bao gồm chi tiết máy bay, pin, TV màn hình phẳng, thiết bị y tế, vệ tinh và vũ khí. Để trả đũa cho tuyên bố đó, Trung Quốc áp dụng mức thuế 25% bổ sung cho máy bay, ô tô và đậu tương, là hàng xuất khẩu nông nghiệp hàng đầu của Hoa Kỳ sang Trung Quốc. Vào ngày 5 tháng 4, Trump đã chỉ đạo USTR xem xét 100 tỷ đô la trong các mức thuế bổ sung.
Tổng thống Trump đã phủ nhận rằng cuộc tranh chấp là một cuộc chiến tranh thương mại, đã tuyên bố trên Twitter vào tháng 4 năm 2018, "cuộc chiến đó đã bị mất nhiều năm trước bởi những người ngu ngốc, hoặc không đủ năng lực, người đại diện cho Hoa Kỳ", và thêm rằng "bây giờ chúng ta có Thâm hụt thương mại 500 tỷ đô la Mỹ một năm, với khoản tiền sở hữu trí tuệ trị giá 300 tỷ đô la Mỹ. Chúng ta không thể để điều này tiếp tục. " Bộ trưởng thương mại Hoa Kỳ Wilbur Ross phát biểu trong một cuộc phỏng vấn của CNBC rằng mức thuế Trung Quốc dự kiến chỉ phản ánh 0,3% Mỹ tổng sản phẩm trong nước, trong khi thư ký báo chí Sarah Huckabee Sanders nói rằng các động thái sẽ có "đau ngắn hạn" nhưng mang lại "thành công lâu dài".
Vào tháng 5, Trung Quốc đã hủy đơn hàng mua đậu tương Mỹ. Vào ngày 20 tháng 5, Bộ trưởng Tài chính Steven Mnuchin, trong một cuộc phỏng vấn trên Fox News Sunday cho biết, "Chúng tôi đang đưa cuộc chiến thương mại vào tình trạng trì trệ". Nhà Trắng đã công bố vào ngày 29 tháng 5 rằng nó sẽ áp đặt mức thuế 25% trên 50 tỷ đô la hàng hóa của Trung Quốc với "công nghệ quan trọng trong công nghiệp"; danh sách đầy đủ các sản phẩm bị ảnh hưởng sẽ được công bố trước ngày 15 tháng 6 và mức thuế sẽ được thực hiện "ngay sau đó". Nhà Trắng cũng cho biết sẽ công bố và áp đặt các hạn chế đầu tư và tăng cường kiểm soát xuất khẩu cho các cá nhân và tổ chức Trung Quốc để ngăn chặn họ mua lại công nghệ của Mỹ, sẽ được công bố trước ngày 30 tháng 6 và được thực hiện "ngay sau đó". BBC đưa tin vào ngày 3 tháng 6 rằng Trung Quốc đã "cảnh báo rằng tất cả các cuộc đàm phán thương mại giữa Bắc Kinh và Washington sẽ bị vô hiệu nếu Hoa Kỳ thiết lập các biện pháp trừng phạt thương mại."
Vào ngày 15 tháng 6, Trump tuyên bố trong một tuyên bố ngắn về Nhà Trắng rằng Hoa Kỳ sẽ áp đặt mức thuế 25% trên 50 tỷ đô la xuất khẩu của Trung Quốc. 34 tỷ đô la sẽ bắt đầu vào ngày 6 tháng 7, với thêm 16 tỷ đô la để bắt đầu vào một ngày sau đó. Bộ Thương mại Trung Quốc cáo buộc Hoa Kỳ tung ra một cuộc chiến thương mại và nói rằng Trung Quốc sẽ đáp trả tương tự với mức thuế tương tự đối với hàng nhập khẩu của Mỹ, bắt đầu từ ngày 6 tháng 7. Ba ngày sau, Nhà Trắng tuyên bố rằng Hoa Kỳ sẽ áp đặt thêm 10% thuế quan đối với hàng nhập khẩu trị giá 200 tỷ USD nếu Trung Quốc trả đũa các mức thuế của Mỹ. Bộ Thương mại Trung Quốc trả lời nhanh chóng rằng Trung Quốc sẽ "phản công cứng rắn".
Các mức thuế của Mỹ trị giá 34 tỷ USD hàng hóa Trung Quốc có hiệu lực vào ngày 6 tháng 7. Trung Quốc đã kích hoạt mức thuế trả đũa cho cùng một số tiền. Thuế suất chiếm 0,1% tổng sản phẩm tổng sản phẩm quốc nội toàn cầu.

### Thao túng tiền tệ
Bộ trưởng Tài chính Mỹ Steven Mnuchin ngày 5-8 (giờ Mỹ) cho biết Chính phủ Mỹ đã xác định rằng Trung Quốc đang thao túng chính đồng tiền của mình và sẽ cùng với Quỹ Tiền tệ Quốc tế (IMF) để loại bỏ sự cạnh tranh không lành mạnh của Bắc Kinh.
Động thái này đã làm cho mối quan hệ Trung-Mỹ vốn đã căng thẳng lại trở nên xấu đi, đồng thời cũng đã "hiện thực hóa" tuyên bố trước đây của Tổng thống Mỹ Donald Trump rằng sẽ "gán mác" cho Trung Quốc là "nước thao túng tiền tệ", lần đầu tiên kể từ năm 1994.
Động thái của Mỹ được đưa ra sau khi Trung Quốc cho phép đồng Nhân dân tệ của họ suy yếu vượt qua mức 7 NDT đổi 1 USD vào ngày 5-8, lần đầu tiên trong hơn một thập kỷ qua. Bắc Kinh sau đó tuyên bố ngừng mua các sản phẩm của Mỹ, "thêm dầu vào lửa" trong cuộc đối đầu thương mại Mỹ-Trung.
Việc đồng Nhân dân tệ giảm mạnh đến 1,4% diễn ra vài ngày sau khi Tổng thống Mỹ Donald Trump làm choáng váng thị trường tài chính khi tuyên bố sẽ áp thuế 10% đối với 300 tỷ USD hàng nhập khẩu Trung Quốc còn lại chưa bị áp thuế kể từ ngày 1-9, đột ngột phá vỡ lệnh đình chiến thương mại ngắn ngủi của cuộc chiến thương mại đang làm gián đoạn chuỗi cung ứng và làm chậm tăng trưởng toàn cầu.
Động thái này cũng kéo theo việc đồng USD giảm mạnh và đẩy giá vàng lên cao.
Bộ Tài chính Mỹ cho biết một tuyên bố của Ngân hàng Nhân dân Trung Quốc (PBOC) hôm 5-8 cho thấy rõ ràng rằng nhà chức trách Trung Quốc có quyền kiểm soát rộng rãi đối với tỷ giá đồng Nhân dân tệ.
PBOC cho biết rằng họ sẽ "tiếp tục... thực hiện các biện pháp cần thiết và có mục tiêu chống lại hành vi phản hồi tích cực có thể xảy ra trên thị trường ngoại hối". "Đây là một sự thừa nhận của PBOC rằng cơ quan này có nhiều kinh nghiệm trong thao túng tiền tệ và vẫn sẵn sàng làm điều đó", Bộ Tài chính Mỹ tuyên bố.
Bộ này cho biết thêm rằng hành động của Trung Quốc vi phạm cam kết trong kiềm chế sự mất giá cạnh tranh với tư cách là một thành viên của Nhóm G20. Bộ Tài chính Mỹ cho biết họ hy vọng Trung Quốc sẽ tuân thủ các cam kết đó và không nhằm vào tỷ giá hối đoái của Trung Quốc cho các mục đích cạnh tranh.
Luật pháp Mỹ đưa ra ba tiêu chí để xác định sự thao túng giữa các đối tác thương mại lớn: thặng dư tài khoản vãng lai toàn cầu, thặng dư thương mại song phương đáng kể với Mỹ và can thiệp một chiều liên tục vào thị trường ngoại hối.
Sau khi xác định một quốc gia là "nước thao túng tiền tệ", Bộ Tài chính có nhiệm vụ yêu cầu tiến hành các cuộc đàm phán đặc biệt nhằm "sửa chữa" một đồng tiền bị định giá thấp, với các hình phạt như loại trừ khỏi các hợp đồng làm ăn với chính phủ Mỹ.
Bộ Tài chính Mỹ đã chỉ định Đài Loan và Hàn Quốc có hành vi thao túng tiền tệ vào năm 1988, năm mà Quốc hội Mỹ ban hành luật đánh giá tiền tệ. Trung Quốc là nước cuối cùng được xác định vào danh sách này vào năm 1994.